# Bounthong Chitmany
Bounthong Chitmany tiếng Lào: ບຸນທອງ ຈິດມະນີ; sinh năm 1949) là một chính trị gia Lào. Ông hiện là Ủy viên Bộ Chính trị Đảng Nhân dân Cách mạng Lào khóa XI, Thường trực Ban Bí thư Trung ương Đảng Nhân dân Cách mạng Lào, Phó Chủ tịch nước Cộng hòa Dân chủ Nhân dân Lào